# Киргизька державна медична академія імені І. К. Ахунбаєва
Киргизька державна медична академія імені І. К. Ахунбаєва — заклад вищої медичної освіти Киргизької Республіки, заснований 1939 року. Лідер медичної освіти у Киргизькій Республіці та виш з найбільш динамічним розвитком серед ЗВО країн Центральної Азії. За час існування вишу було підготовлено понад 30 000 лікарів.

## Історія
1 вересня 1939 року відбулося відкриття Киргизького державного медичного інституту.
Фундамент вищої медичної школи закладали професори та викладачі з Києва, Харкова, Москви та Санкт-Петербурга.
Організації інституту посприяли Ташкентський, 1-ий Московський, Алматинський, Санкт-Петербурзький та інші медичні інститути. Вони надавали консультації, забезпечували медичною літературою та направляли педагогів для постійної роботи в інституті.
Під час Другої світової війни у Киргизстан були евакуйовані 2-ий Харківський медичний та стоматологічний інститути та Московський стоматологічний інститут, які влилися в Киргизький державний медичний інститут.
У 1943 році відбувся перший випуск студентів інституту кількістю 120 чоловік.
5 липня 1996 року указом Президента Киргизької Республіки інститут реорганізовано в Киргизьку державну медичну академію.
25 вересня 2008 року Указом Президента Киргизької Республіки Киргизькій державній медичній академії присвоєно ім'я академіка Іси Ахунбаєва.

## Структура
- Медичний факультет. Відкритий у 1939 році. Готує лікарів за фахом «Лікувальна справа». На даний час на факультеті навчаються близько 1500 студентів. Термін навчання — 6 років.

- Педіатричний факультет. Існує з 1956 року. Випускникам факультету присвоюється кваліфікація лікаря за фахом «Педіатрія». Термін навчання — 6 років.

- Стоматологічний факультет. Відкритий з 1960 року. Випускникам факультету присвоюється кваліфікація лікаря за фахом «Стоматологія». Термін навчання — 5 років.

- Фармацевтичний факультет. Існує з 1981 року. Готує провізорів за фахом «Фармація». Термін навчання — 5 років. Вечірнє відділення (друга вища освіта): на базі середньої фармацевтичної — 3 роки, на базі вищої медичної, біологічної чи хімічної освіти — 2,5 роки. Післядипломна освіта: 3-місячні курси підвищення кваліфікації фармацевтів і провізорів, 2-тижневі передатестаційні курси.

- Факультет вищої сестринської освіти. Відкритий з 1998 року. Готує спеціалістів сестринської справи за фахом «Менеджер сестринської справи, викладач». Термін навчання на базі загальної середньої освіти — 5 років, на базі середньої спеціальної освіти — 4 роки.

- Факультет суспільної охорони здоров'я. Відкритий з 1998 року. Здійснює підготовку менеджерів охорони здоров'я та фахівців медико-профілактичної справи для роботи в системі охорони здоров'я. Термін навчання — 5 років.

- Факультет післядипломної медичної освіти.

- Факультет для іноземних громадян. Заснований на базі відділення з англійською мовою навчання медичного факультету, відкритого в 2001 році. Випускники факультету отримують кваліфікацію лікаря за фахом «Лікувальна справа». Навчання ведеться англійською мовою по інтегрованій системі. Термін навчання — 6 років.

## Навчальна та матеріально-технічна база
- Чотири навчальні корпуси.
- Лекційні зали, обладнані телевізійними установками та відеотехнікою.
- Бібліотека з книжковим фондом понад 500 тисяч примірників літератури та до 100 найменувань періодичних видань.
- Морфологічний корпус.
- Музей бальзамування.
- Ресурсний Центр з вільним доступом до мережі Інтернет і бібліотекою мультимедійних ресурсів з різних медичних напрямків.
- Наукова база на перевалі «Туя-Ашуу».
- 54 навчальні клінічні бази та бази виробничої практики.
- Їдальня.
- Шість студентських гуртожитків.
- Профілакторій для студентів.

## Співпраця
Міжнародні партнери КДМА ім. І. К. Ахунбаєва:
- Міжнародна асоціація медичної освіти (АМЕЕ).
- Регіональний Ресурсний центр Німецької служби академічних обмінів (DAAD).
- Казахський національний медичний університет імені С. Д. Асфендіярова.
- Американська міжнародна унія охорони здоров'я (AIHU)
- Університет Йонсе, Сеул, Південна Корея
- Університет Цюриха, Швейцарія
- Університет Міннесоти, США
- Кафедра психології Університету штату Монтана, США
- Республіканський Центр сімейної медицини МОЗ Республіки Таджикистан
- Таджицький Республіканський Центр сестринської справи
- Новосибірська державна медична академія, РФ
- 2-й Ташкентський державний медичний інститут
- Туркменський державний медичний інститут
- Муданьзцянський медичний інститут, КНР
- Солфордський Університет, ВБ
- Університет Невади, США
- Університет Західної Флориди, США
- Американський Ресурсний Центр (IREX)

## Відомі випускники та викладачі
- Мирон Юхимович Вольський — доктор медичних наук (1939), професор (1940). Заслужений діяч науки Киргизької РСР.
- Міррахімов Мірсаід Мірхамідович — академік Академії медичних наук СРСР. Заслужений діяч науки Киргизької РСР, заслужений лікар Киргизької РСР.
- Мамакеєв Мамбет Мамакеєвич — видатний киргизький хірург і громадський діяч, дійсний член Національної Академії наук КР, Заслужений діяч науки та Заслужений лікар КР, Лауреат Державної премії КР, Лауреат Міжнародної премії «Руханіят», член Всесвітньої Асоціації хірургів-гастроентерологів (Франція), Міжнародної асоціації хірургів (Швейцарія) і Міжнародної асоціації хірургів ім. М. І. Пирогова (РФ).
- Джумабеков Сабирбек Артісбекович — видатний киргизький ортопед-травматолог, доктор медичних наук, професор, академік і громадський діяч, дійсний член НАН КР, з 2010 року міністр охорони здоров'я КР.
- Маймилов Уркунбай (1955). Заслужений лікар Киргизької РСР, хірург і громадський діяч. Відкрив лікарні в далеких районах Киргизстану — Алай, Ноокат.
- Віктор Сергійович Кононов, доктор медичних наук (1970), професор, зав.кафедри дитячої хірургії, заслужений дитячий хірург Киргизької Республіки.
- Цві Бернштейн — доктор медичних наук, Керівник відділу клінічної онкології ЛІСОД.